# Alexandr Mojsejenko
Alexandr Alexandrovič Mojsejenko (ukrajinsky Олександр Олександрович Моїсеєнко;) (* 17. května 1980, Severomorsk, Sovětský svaz) je ukrajinský šachový velmistr. 

## Život
Mojsejenko se naučil pravidlům šachu od své matky a již ve věku šesti let se připojil k šachové skupině pionýrského paláce v Severomorsku. Ve věku devíti let, roku 1989, se spolu se svou rodinou přestěhoval do Charkova na území dnešní Ukrajiny. Jeho prvním trenérem byl Volodymyr Viskin (1934–2015). Ve svých sedmnácti letech započal studia práv na právní škole v Charkově, která je pojmenována po kyjevském knížeti Jaroslavu I. Moudrém. V tamějším silném šachovém klubu byl trénován někdejším mistrem Sovětského svazu Volodymyrem Savonem. Mojsejenko se stal roku 1998 šachovým mezinárodním mistrem a v roce 2000 velmistrem. Svého historicky nejvyššího ela dosáhl v září 2011, kdy byla jeho výše 2726.
Účastnil se také mnoha turnajů pro jednotlivce. Mezi významné soutěže, kterých se zúčastnil patří například Canadian Open (2003, 2004 a 2008), turnaj v Cappelle-la-Grande (2006), který ze ziskem 7,5 bodu z 9 vyhrál, nebo World Open (2008) ve Filadelfii. Mimoto se zúčastnil také silně obsazeného Aeroflot Open (2009) v Moskvě, kde se dělil se svými 6,5 z 9 partií o první pozici s Étiennem Bacrotem. Na Mistrovství světa v šachu FIDE 2004 v Tripolisu se dostal až do třetího kola, kde podlehl Vladimiru Akopjanovi.
Mojsejenko se třikrát zúčastnil Světového poháru v šachu (2005, 2011 a 2013). V roce 2005 se dostal do druhého kola, v roce 2011 a 2013 do kola třetího. Roku 2013 se stal v Lehnicích díky zisku 8 bodů z 11 partií a lepšímu pomocnému hodnocením mistrem Evropy v šachu.

## Reprezentace
S ukrajinskou reprezentací se zúčastnil šesti Šachových olympiád (2002, 2004, 2006, 2010, 2012 a 2014). Se svým týmem se stal dvakrát vítězem celé olympiády (2004 a 2010) a v roce 2012 skončil třetí. Čtyřikrát (2005, 2011, 2013, 2015) se zúčastnil Mistrovství světa družstev v šachu. V roce 2015 dosáhl s týmem na druhé místo, v roce 2011 a 2013 skončili třetí. Významným osobním úspěchem byl i nejlepší výkon na čtvrté šachovnici v roce 2011. Mojsejenko se pětkrát zúčastnil také Mistrovství Evropy družstev v šachu (2003, 2005, 2007, 2011 a 2013). V roce 2013 byl druhý nejlepší na čtvrté šachovnici a v roce 2005 třetí nejlepší na třetí šachovnici.

## Soutěže družstev
Na ukrajinském národním mistrovství družstev hraje Mojsejenko od roku 1999 za tým Law Academy Charkov, s kterým hrál dvakrát (1997 a 1999) na turnaji European Club Cup. S tímto týmem se také několikrát stal ukrajinským šampiónem.
Na Mistrovství Ruska družstev hrál v roce 2002 za SK Novokuzněck, od roku 2008 hájí barvy Ekonomist-1 Saratow, s kterým se mezi lety 2009 a 2012 také zúčastnil soutěže European Club Cup (v roce 2009 a 2010 se stali mistry). Mojsejenko hraje nebo v minulosti hrál i nejvyšší soutěže družstev ve Francii, Německu nebo Izraeli.